# Gneo Pompeo Magno
Gneo Pompeo Magno (in latino: Gnaeus Pompeius Magnus; nelle epigrafi: CN·POMPEIVS·CN·F·SEX·N·MAGNVS; Picenum, 29 settembre 106 a.C. – Pelusio, 28 settembre 48 a.C.) è stato un generale e politico romano, prima alleato e poi avversario di Gaio Giulio Cesare.
Abile generale e condottiero sagace ed esperto, Pompeo, originario del Piceno e figlio di Gneo Pompeo Strabone, divenne famoso fin dalla giovane età per una serie di brillanti vittorie durante la guerra civile dell'83-82 a.C. divenendo il principale luogotenente di Lucio Cornelio Silla. Negli anni seguenti divenne il personaggio politico più prestigioso e potente di Roma grazie alle sue continue vittorie contro Marco Emilio Lepido, Quinto Sertorio, gli schiavi di Spartaco, i pirati del Mediterraneo.
Si alleò inizialmente con Gaio Giulio Cesare e Marco Licinio Crasso nel primo triumvirato; secondo gli accordi, Cesare sarebbe stato eletto console con l'appoggio politico di Pompeo e finanziario di Crasso; in cambio, una volta eletto, avrebbe ratificato i provvedimenti presi in Oriente da Pompeo e concesso le terre ai suoi veterani; avrebbe inoltre approvato riforme in favore dei cavalieri (equites), cui era legato Crasso.
Dopo il rinnovamento del triumvirato a Lucca del 56 a.C. venne confermato proconsole in Spagna Citeriore e Spagna Ulteriore. In seguito si affiancò alla fazione repubblicana e combatté la guerra civile contro Cesare nel 49-48 a.C; sconfitto irrimediabilmente nella battaglia di Farsalo, fuggì in Egitto dove venne ucciso a tradimento.
Suo figlio, Sesto Pompeo, continuò la guerra contro Giulio Cesare, ma anche lui fu sconfitto.
Personaggio discusso, altamente apprezzato da alcuni e fortemente criticato da altri, Gneo Pompeo rimane una delle personalità più importanti della storia di Roma antica.

## Biografia

### Origini familiari
Gneo Pompeo Magno nacque a Firmum Picenum (l'odierna Fermo, nelle Marche) il 29 settembre del 106 a.C. in una facoltosa famiglia. La gens Pompeia era plebea ma espresse un console per l'anno 141 a.C. nella persona di Quinto Pompeo; il ramo dei Pompei Straboni era stanziato nel Piceno. Il padre di Pompeo, Gneo Pompeo Strabone, era il più ricco ed importante proprietario terriero di quella regione (corrispondente grosso modo agli attuali Abruzzo centro-settentrionale e Marche meridionali), dove disponeva di vaste clientele ed esercitava un'influenza preponderante negli affari pubblici locali. La madre, Lucilia, era figlia di un senatore, membro della gens Lucilia, e probabilmente nipote del poeta aurunco Gaio Lucilio. Oltre a Pompeo ebbero due figlie, Pompea Maggiore e Pompea Minore.
Pompeo Strabone, appartenente all'ordine equestre, grazie al suo potere economico aveva potuto intraprendere la carriera politica a Roma, divenendo questore in Sardegna nel 104 a.C. e poi pretore (e successivamente propretore), forse in Macedonia, nel 92 a.C.. Durante la guerra sociale assunse il comando delle truppe romane inviate nell'Italia centro-orientale, tra cui la sua stessa regione natìa, dimostrandosi un generale energico e capace, soprattutto durante il decisivo assedio di Ascoli.
Nell'89 a.C., Strabone venne eletto console e riuscì a vincere la resistenza della città raggiungendo un successo decisivo contro la rivolta degli italici; trattò i vinti con durezza: flagellò e decapitò i capi dei ribelli, e vendette all'asta gli schiavi e gran parte del bottino, non preoccupandosi però di donare il ricavato alle casse dell'erario, circostanza questa che gli procurò una certa antipatia presso l'opinione pubblica. Di ritorno a Roma, non è ben chiaro per quale motivo, fu citato in giudizio per maiestas, uscendone infine assolto. Questo incidente di percorso non gli impedì di ottenere il trionfo per il successo conseguito ad Ascoli, che celebrò il 25 dicembre dell'89 a.C., tuttavia dovette presumibilmente precludergli la candidatura per l'elezione ad un altro consolato, forse quello per l'anno 86 a.C..
Il giovanissimo Gneo Pompeo militò nell'esercito paterno in qualità di contubernalis durante l'assedio di Ascoli e fece parte del consilium delle legioni; nello stesso organismo di comando di Strabone in questo periodo durante la guerra sociale erano presenti altri due giovani destinati in seguito ad un importante ruolo politico: Marco Emilio Lepido e Lucio Sergio Catilina.
Dopo i successi della guerra sociale, Strabone tenne un comportamento equivoco e, durante la prima fase della guerra civile tra populares e optimates, solo con riluttanza marciò con il suo esercito fino a Roma per difendere la capitale dalle truppe dei populares guidate da Gaio Mario, Lucio Cornelio Cinna e Quinto Sertorio. Durante le operazioni alla Porta Collina il padre di Pompeo sarebbe morto a causa della pestilenza che stava decimando il suo esercito. La tradizione storiografica antica ha pesantemente criticato il comportamento e la personalità di Pompeo Strabone; Plutarco lo definisce di "insaziabile cupidigia" e afferma che i suoi soldati profanarono il suo cadavere durante la cerimonia funebre. In realtà alcuni studiosi moderni hanno ipotizzato che Strabone perseguisse con abilità una posizione di equidistanza e mediazione tra le parti opposte; lo storico britannico H. H. Scullard ritiene che il giovane Pompeo sia stato influenzato dalle idee e dal comportamento del padre e che egli in parte abbia cercato di riprendere la politica di mediazione di Strabone.
Plutarco nel primo capitolo della sua Vita di Pompeo invece evidenzia con enfasi la sorprendente diversità di carattere e di comportamento del giovane Pompeo rispetto al padre Strabone; il biografo in particolare sottolinea il grande favore e l'apprezzamento che Pompeo ricevette sempre da parte dei suoi concittadini scrivendo che, grazie al suo carattere affabile, ai suoi modi gentili, alla semplicità del suo stile di vita, oltre che alle sue doti di uomo politico e generale, "nessun romano godette da parte del popolo di una benevolenza più grande". Plutarco inoltre riferisce che anche le sue doti fisiche favorirono la popolarità e la fama di Pompeo; fin dall'inizio della carriera il giovane venne definito, in parte anche ironicamente, l'"Alessandro romano" per la sua presunta somiglianza fisica con Alessandro Magno.

### Gioventù e primi successi militari con la fazione sillana
Il giovane Pompeo ebbe modo, militando nell'esercito del padre nell'87 a.C. durante la fase iniziale della guerra civile seguita alla partenza di Lucio Cornelio Silla per l'Oriente, di dimostrare, poco più che ventenne, la sua perspicacia e il suo coraggio prima sfuggendo ad un agguato mortale di un suo amico, Lucio Terenzio, passato al servizio della fazione democratica di Gaio Mario e Lucio Cornelio Cinna, e quindi riuscendo a controllare con il suo intervento personale un'iniziale sedizione delle truppe scontente del comportamento di Strabone.

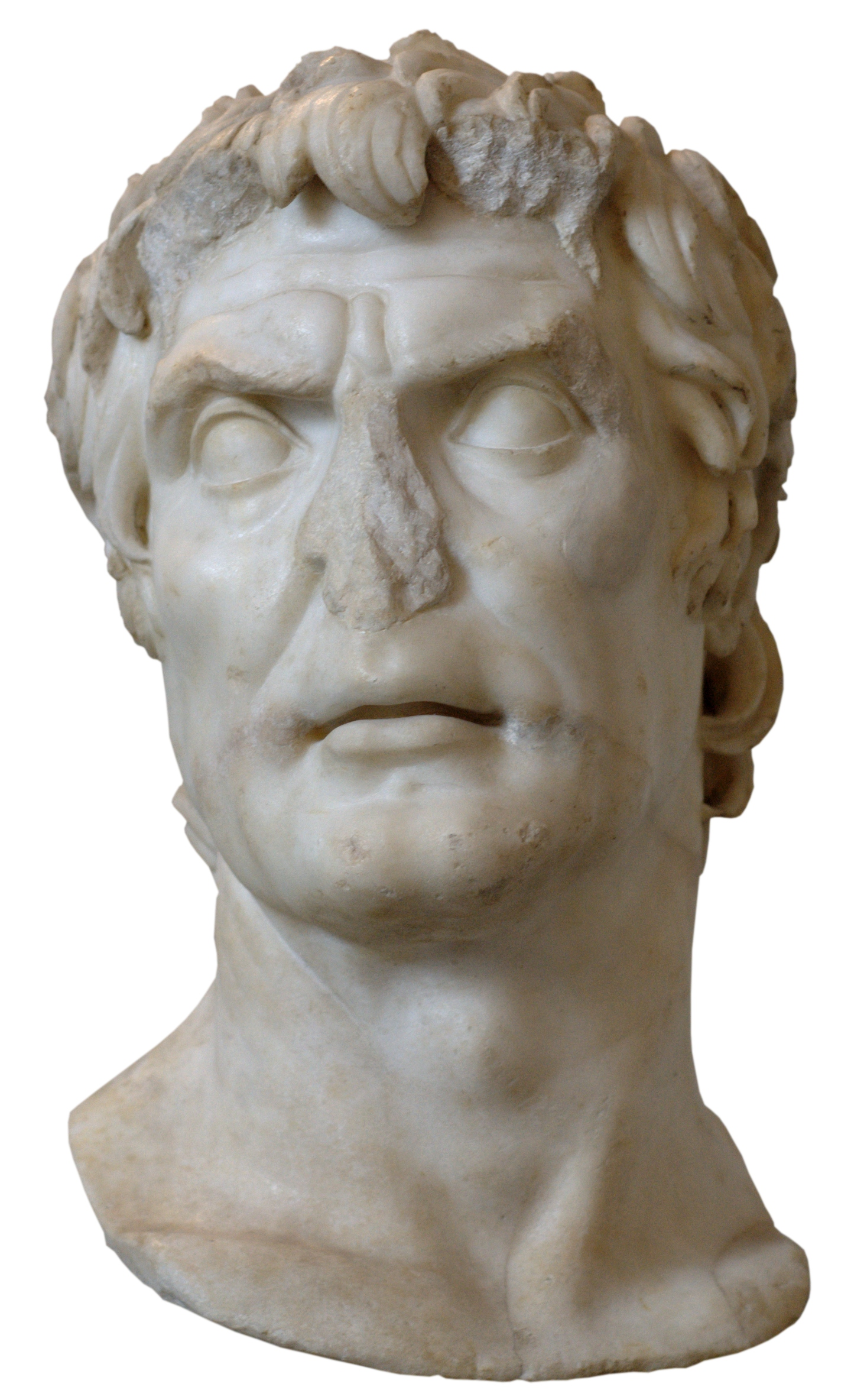
Busto di Lucio Cornelio Silla.

Dopo la morte di Strabone nell'accampamento di Porta Collina, la fazione dei populares riuscì ad entrare a Roma, dando il via ad una serie di razzie che colpirono anche Pompeo, a cui fu saccheggiata la casa. Nell'85 a.C. Pompeo dovette difendersi in tribunale da un'accusa di appropriazione indebita di beni appartenenti al bottino raccolto durante l'assedio di Ascoli; egli rischiò di subire la confisca di tutte le sue sostanze. Secondo Plutarco il giovane riuscì ad uscire senza difficoltà dal processo grazie alla sua abilità e intelligenza, favorito anche dalla benevolenza del pretore Antistio che non solo lo assolse dalle accuse ma espresse il suo desiderio di dargli in moglie la figlia Antistia; i due si sposarono pochi giorni dopo la felice conclusione del processo. In realtà sembra che Pompeo evitò gravi conseguenze dal processo intentatogli grazie all'eloquenza di Lucio Filippo e Quinto Ortensio e soprattutto al sostegno ricevuto dall'influente Gneo Papirio Carbone, uno dei capi più importanti della fazione mariana.
In un primo momento effettivamente Pompeo sembrò aderire alla fazione democratica predominante a Roma; egli tuttavia dopo aver raggiunto gli accampamenti di Cinna, se ne allontanò molto presto, temendo ritorsioni per il suo passato accanto al padre e si nascose; la scomparsa del giovane, secondo Plutarco, avrebbe sollevato proteste da parte delle truppe contro Cinna che venne sospettato di averlo ucciso; la sedizione si sarebbe diffusa nell'esercito, scontento per l'atteggiamento tirannico del capo della fazione mariana e per i piani di trasferimento delle truppe in Grecia, fino a portare all'uccisione del dirigente democratico nell'84 a.C. da parte di un centurione.
Di fronte all'ostilità dei democratici, il giovane Pompeo quindi decise di aderire alla causa dell'oligarchia sillana e, dopo aver appreso nella primavera dell'83 a.C. dello sbarco a Brindisi di Lucio Cornelio Silla con cinque legioni, egli si trasferì nel Piceno dove erano ancora forti i legami e l'influenza della sua famiglia tra i cittadini dei municipi locali. Secondo Plutarco, Pompeo ritenne essenziale raccogliere un suo proprio esercito, reclutato nel territorio piceno, da recare come rinforzo a Silla per acquisire meriti verso di lui ed evitare di apparire solo un giovane disperato alla ricerca di protezione contro la fazione democratica. Pompeo ottenne un brillante successo; recatosi a Osimo, si assunse autonomamente il ruolo di comandante e suscitò vasti consensi a suo favore tra i veterani del padre e tra le persone legate clientelarmente alla sua famiglia, dopo aver scacciato dalla città i funzionari inviati da Papirio Carbone; in breve tempo il giovane arruolò, organizzò e armò tre eccellenti legioni con le quali prese il controllo del Piceno prima di marciare ordinatamente verso sud per raggiungere Silla. Lo storico neozelandese Ronald Syme peraltro ha espresso forti critiche al comportamento del giovane Pompeo in questa fase iniziale della sua carriera; egli compiva atti del tutto illegali e cominciava la sua attività politica "con la frode e la violenza... l'illegalità e il tradimento".

Area geografica dell'Italia interessata dalle operazioni della Guerra civile dell'83-82 a.C.

Di fatto la sorprendente e inattesa iniziativa di Pompeo mise in grave difficoltà la fazione democratica che cercò di contrastare il giovane condottiero inviando nel Piceno tre eserciti al comando di Lucio Giunio Bruto Damasippo, Gaio Albino Carrina e Gaio Celio Caldo che tuttavia, entrando in azione separatamente e senza coordinazione, non ottennero alcun risultato e furono abilmente contrastati dal giovane condottiero. Pompeo, informato dell'arrivo delle tre colonne nemiche, decise di concentrare le sue legioni e attaccare per prime le forze di Lucio Damasippo; dopo un duro scontro in cui Pompeo diresse coraggiosamente dalla prima linea l'attacco della sua cavalleria e fu impegnato in un duello vittorioso con un cavaliere celtico, il giovane generale ottenne la sua prima vittoria. L'esercito di Damasippo venne sbaragliato e ripiegò in rotta; inoltre dopo questa sconfitta i tre generali democratici, invece di collaborare, si separarono definitivamente e fuggirono in diverse direzioni lasciando a Pompeo il pieno controllo del territorio piceno la cui popolazione aderì in massa alla fazione sillana.
Dopo queste brillanti vittorie, Pompeo raggiunse Silla in Apulia con le sue tre legioni; il capo della fazione oligarchica, preoccupato per la sorte del giovane, si era mosso per accorrere in suo aiuto e, dopo aver appreso le buone notizie dal Piceno, si recò al campo di Pompeo dove si espresse con grande cordialità e si congratulò per gli insperati risultati ottenuti che rafforzavano in modo considerevole i suoi eserciti. Pompeo, da parte sua, salutò Silla come Imperator e questi, nella sorpresa generale, gli ricambiò la cortesia, attribuendo al giovane Pompeo Io stesso titolo e, almeno teoricamente, una pari dignità. Da questo momento Silla, in generale austero e riservato con i suoi luogotenenti, manifestò invece grande benevolenza verso Pompeo ed espresse in pubblico profondo rispetto per le sue capacità e per il suo ruolo.
Le fonti antiche disponibili non permettono di stabilire con certezza il compito che Silla affidò al suo giovane luogotenente dopo la riuscita concentrazione delle forze in Apulia; è possibile che Pompeo abbia partecipato con un ruolo subordinato alle ulteriori operazioni dell'83 a.C. in Campania dirette da Silla contro i consoli democratici Gaio Norbano e Lucio Cornelio Scipione che raggiunsero importanti successi. Al termine di questa campagna egli forse ritornò nel Piceno per effettuare ulteriori reclutamenti.

### Vittorie nella Guerra civile
Sembra che all'inizio della campagna dell'82 a.C. Silla abbia deciso di inviare Pompeo sul fronte settentrionale per collaborare con Metello Pio che aveva assunto il comando dell'esercito impegnato contro Papirio Carbone; non è chiaro se il capo della fazione oligarchica intendesse realmente sostituire l'esperto e influente Metello Pio con Pompeo, tuttavia, secondo la narrazione di Plutarco, il giovane comandante preferì prudentemente rifiutare il comando, richiese il consenso di Metello e convinse Silla ad assegnargli un comando subordinato come comandante della cavalleria dell'esercito schierato sul confine della Gallia Cisalpina.
Pompeo raggiunse nuovi successi al comando della cavalleria assegnata alle forze di Metello Pio; il giovane generale occupò Sena Gallica e la città venne saccheggiata; quindi sconfisse la retroguardia in ritirata dell'esercito mariano guidata da Gaio Marcio Censorino. Mentre Metello Pio continuava la campagna nella Gallia Cisalpina, Pompeo venne inviato con parte delle truppe a sud per intercettare le forze nemiche di Gaio Carrina che cercavano di portarsi in soccorso delle truppe mariane accerchiate a Praeneste. In questa fase Pompeo si congiunse con il contingente comandato da Marco Licinio Crasso; insieme i due generali sconfissero Carrina e lo costrinsero a rinchiudersi a Spoleto. Dopo questa serie di vittorie, tuttavia, Pompeo non fu in grado di bloccare permanentemente l'esercito nemico all'interno della città; Carrina riuscì a sfuggire all'assedio durante una notte caratterizzata dalle proibitive condizioni climatiche, e poté ricongiungersi con Papirio Carbone che nel frattempo era sceso in Etruria.
In seguito Pompeo intercettò vicino a Spoleto un altro contingente di truppe nemiche, costituito da otto legioni, che al comando questa volta di Marcio Censorino cercava di raggiungere Praeneste; il giovane condottiero riuscì a sconfiggere duramente l'esercito avversario tendendo un abile agguato e accerchiando i superstiti su un'altura, tuttavia Censorino riuscì a sfuggire di notte dalla trappola con uno stratagemma. Nei giorni seguenti peraltro le residue forze di Censorino si disgregarono completamente. Mentre Silla e Crasso concentravano le loro forze intorno a Roma per affrontare lo scontro decisivo contro il grande esercito romano-sannita di Ponzio Telesino, Pompeo entrò in Etruria con le sue legioni e attaccò le ultime truppe rimaste di Papirio Carbone; il console democratico, dopo una serie di sconfitte, aveva abbandonato i suoi soldati ed era fuggito via mare verso l'Africa; prive di capi le truppe mariane furono facilmente sbaragliate da Pompeo vicino a Chiusi; oltre due terzi delle forze nemiche furono distrutte. Dopo questa completa vittoria, Pompeo iniziò a muovere verso sud per ricongiungersi con Silla ma non fece in tempo a partecipare alla decisiva battaglia di Porta Collina che concluse la guerra civile in Italia.
Nei due anni di guerra civile, il giovane Pompeo dimostrò per la prima volta le sue capacità dando prova di coraggio personale, energia e abilità militare, conseguendo una lunga serie di vittorie; dopo aver assunto audacemente il comando di un esercito personale, operò in seguito con disciplina ed efficienza secondo le direttive di Silla. In due circostanze tuttavia per inesperienza non riuscì a mantenere l'accerchiamento dei contingenti nemici accerchiati e non poté impedire che Carrina e Censorino sfuggissero alla trappola. Silla apprezzò l'operato e le capacità del suo luogotenente; egli aveva piena fiducia nell'abilità militare di Pompeo a cui affidò l'incarico di schiacciare gli ultimi eserciti democratici ancora in campo in Sicilia e Africa. Secondo Plutarco, il dittatore aristocratico cercò di legare alla sua fazione il giovane e ambizioso Pompeo anche attraverso una combinazione matrimoniale; in accordo con la moglie Metella, Silla spinse Pompeo a ripudiare la moglie Antistia e sposare la figliastra Emilia che era peraltro incinta di un altro uomo. Antistia aveva da poco perso il padre, ucciso dai mariani proprio perché imparentato con Pompeo, ma quest'ultimo non si oppose alle richieste di Silla e accettò le sue decisioni, ripudiando la moglie. Questa artificiosa combinazione terminò con ulteriori tragedie: la madre di Antistia si suicidò per il dolore e infine Emilia morì di parto in casa di Pompeo.

### Vittorie in Sicilia e in Africa
Il compito che Silla aveva affidato a Pompeo era importante; mantenendo il controllo della Sicilia gli ultimi capi democratici potevano infatti impedire il rifornimento di grano alla città di Roma con conseguenze potenzialmente disastrose. Pompeo ricevette l'autorità di propretore con sei legioni di veterani, 120 navi da guerra e 800 navi da trasporto per riprendere il controllo della Sicilia e neutralizzare i capi marini Papirio Carbone che secondo le notizie disponibili era in azione nelle acque siciliane con una flotta, e Marco Perperna Ventone che si trovava sull'isola con deboli forze terrestri. Pompeo eseguì la sua missione con abilità e rapidità: Perperna non oppose alcuna resistenza e abbandonò subito l'isola, le legioni pompeiane assunsero senza difficoltà il controllo del territorio e del rifornimento di grano; il giovane condottiero secondo Plutarco si comportò correttamente verso la popolazione; solo con i Mamertini, gli abitanti di Messina, avrebbe mostrato durezza replicando sarcasticamente alle loro proteste con la frase: "Quando cesserete di citare leggi a noi che portiamo la spada al fianco?".
Dopo aver occupato la Sicilia, Pompeo si insediò a Lilibeo e ben presto riuscì ad accertare la presenza di Papirio Carbone con alcune imbarcazioni nell'isola di Pantelleria; egli inviò subito le sue navi da guerra che riuscirono agevolmente a sgominare la deboli forze navali avversarie; Carbone venne catturato e portato alla presenza di Pompeo a Lilibeo. Il condottiero fu inesorabile con Carbone; egli, giovane e privo di cariche legali, sottopose rapidamente a giudizio il capo democratico, uomo di grande prestigio che era stato tre volte console e che in precedenza dopo la morte del padre Strabone aveva protetto Pompeo dalle vendette dei democratici. Pompeo deliberò personalmente la sua condanna a morte e l'immediata esecuzione; sembra che Papirio Carbone di fronte alla morte si disperò e perse il controllo di sé. Plutarco critica il comportamento di Pompeo in questa circostanza e riferisce che il giovane si comportò in modo brutale anche con Quinto Valerio che fece ugualmente uccidere sommariamente dopo averlo ingannato con un'apparente benevolenza. La spietata eliminazione di Carbone espose Pompeo ad aspre critiche da parte della propaganda democratica e favorì la nascita di una leggenda sulla presunta ferocia del giovane condottiero. Altri autori al contrario hanno evidenziato la sua clemenza nei confronti di personaggi minori del campo democratico e la sua capacità di accattivarsi il favore della popolazione della Sicilia.
Dopo aver ceduto il controllo della Sicilia a Gaio Memmio, Pompeo sbarcò in Africa con il grosso delle legioni in due punti, a Cartagine e a Utica, dove le forze democratiche avevano costituito un importante nucleo di resistenza grazie anche al sostegno del sovrano della Numidia Iarba. Il comandante delle forze mariane, il giovane genero di Cinna Gneo Domizio Enobarbo, disponeva di forze cospicue, 27.000 uomini, e di truppe inviate da Iarba, ma la coesione delle truppe era precaria, e 7.000 soldati ben presto defezionarono. Domizio Enobarbo, temendo nuove diserzioni, decise di accelerare le operazioni e attaccare subito Pompeo nella regione di Utica schierando il suo esercito al riparo di un terreno aspro solcato da profondi burroni. Il giorno della battaglia fu caratterizzato da un clima proibitivo con vento e piogge intensissime e le truppe di Domizio Enobarbo si indebolirono e demoralizzarono rimanendo all'aperto sotto il nubifragio. Pompeo seppe sfruttare la favorevole occasione e sferrò l'attacco delle sue legioni attraverso il burrone nel momento in cui le truppe nemiche abbandonavano il campo e rientravano negli accampamenti demoralizzate e indebolite. Una variazione improvvisa del vento favorì inoltre le truppe di Pompeo; la pioggia iniziò a cadere sulle facce dei soldati di Enobarbo che cercavano di fare fronte all'attacco e i pompeiani raggiunsero una completa vittoria, solo circa 3.000 soldati nemici sopravvissero. Pompeo assaltò subito l'accampamento nemico e lo stesso Domizio Enobarbo fu ucciso; il giovane condottiero vittorioso fu acclamato dai suoi soldati che lo proclamarono Imperator.
Dopo questi successi, Pompeo marciò rapidamente verso ovest per affrontare Iarba; mentre egli muoveva con le legioni, il sovrano numida venne attaccato anche dal re di Mauretania Bogud che aveva deciso di collaborare con il generale romano. Pompeo riuscì a compiere agevolmente la nuova operazione: Iarba fu bloccato nella fortezza di Bulla e costretto alla resa; il principe numida venne messo a morte e Pompeo insediò al suo posto sul trono il fedele Iempsale. In soli quaranta giorni il giovane condottiero aveva concluso con una vittoria totale la missione in Africa e poté fare ritorno con il suo esercito a Utica dove peraltro, dopo aver ricevuto la comunicazione di Silla di sciogliere cinque legioni e rimanere sul posto in attesa dell'arrivo del suo successore, dovette affrontare la prima situazione critica della sua vita politica.
Apparentemente Pompeo sembrò deciso ad eseguire disciplinatamente le disposizioni di Silla ma le sue truppe protestarono, si dimostrarono pronti a seguire il loro comandante e rifiutarono di obbedire; Pompeo, dopo alcuni momenti teatrali in cui egli manifestò la sua disperazione, ottenne il totale appoggio delle sue legioni che lo proclamarono enfaticamente Magnus, "il Grande", con un evidente richiamo ad Alessandro Magno. Dopo aver rinsaldato il sostegno dei suoi legionari, Pompeo sbarcò quindi in Italia con tutto il suo esercito, pronto ad una prova di forza con Silla. Plutarco ha descritto il drammatico confronto diretto tra il giovane Pompeo e il dittatore oligarchico: sembra che in un primo momento Silla fosse deciso a reprimere militarmente l'apparente riottosità e l'ambizione del suo giovane luogotenente; egli parlò del suo destino "di combattere da vecchio contro dei ragazzi". Dopo aver avuto notizia della festosa accoglienza ricevuta da Pompeo da parte della popolazione, il dittatore avrebbe invece cambiato idea; l'incontro tra i due fu amichevole e Silla gli confermò enfaticamente l'epiteto di Magnus ricevuto dalle truppe. Il dittatore tuttavia si oppose inizialmente alla richiesta di Pompeo di celebrare il trionfo per le sue vittorie africane e affermò che la legge consentiva di assegnare questo riconoscimento solo a consoli o pretori. Pompeo mostrò grande sicurezza e giunse al punto da affermare minacciosamente che "sono più numerose le persone che adorano il sole al suo nascere che non quelli che lo adorano al suo declinare"; Silla, sorpreso dall'audacia del suo luogotenente, alla fine acconsentì esplicitamente al trionfo di Pompeo che quindi celebrò questa cerimonia senza avere l'età prevista dalla legge e prima ancora di essere entrato in Senato.

### Vittorie contro Emilio Lepido
Silla in realtà, pur avendo concesso il trionfo, manifestò chiaramente la sua ostilità verso Pompeo; è probabile che sia stato il dittatore a proibire la partecipazione degli elefanti alla cerimonia trionfale per evitare un'eccessiva enfasi della sfilata; inoltre Silla approvò la concessione anche di altri trionfi a personaggi minori della sua fazione per svalutare indirettamente l'importanza dell'onore assegnato al giovane generale. I rapporti tra i due peggiorarono anche in seguito alla morte di Emilia, la figliastra di Silla; Pompeo si risposò con Mucia dalla quale, entro quattro anni, ebbe tre figli, Gneo, Sesto e Pompea. Silla tenne da parte Pompeo e non gli affidò altri incarichi; il giovane aveva già costituito un'importante rete clientelare con suoi seguaci provenienti in gran parte dal Piceno, come Tito Labieno, Lucio Afranio, Aulo Gabinio e Marco Petreio, ma fino al 79 a.C. preferì ritirarsi a vita privata.
Pompeo rientrò nella vita politica nel 78 a.C. e diede il suo appoggio all'elezione a console di Marco Emilio Lepido; in questo modo ebbe un nuovo duro contrasto con Silla che criticò il giovane generale per aver sostenuto Lepido a scapito dell'altro console Quinto Lutazio Catulo, fedele seguace del dittatore. Alla sua morte, Silla non lasciò alcuna eredità a Pompeo che tuttavia non sembrò irritato e al contrario approvò lo svolgimento di grandi e spettacolari funerali per il defunto dittatore.
Dopo la morte del capo aristocratico, riprese subito a Roma la lotta tra le fazioni; Emilio Lepido promosse una politica anti-senatoriale e assunse la guida dei resti del partito democratico proponendo riforme demagogiche a favore della plebe in contrasto con la nuova costituzione sillana. Il Senato e l'altro console Lutazio Catulo si apprestarono a contrastare Lepido e richiesero l'aiuto di Pompeo che si allineò rapidamente alla fazione oligarchica e si recò a nord dove, con l'aiuto delle sue clientele nel Piceno costituì un esercito per controllare la Gallia Cisalpina e affrontare Marco Giunio Bruto, l'alleato di Lepido che aveva radunato delle truppe di rinforzo per il console ribelle. Mentre Lepido dall'Etruria scendeva verso Roma dove Lutazio Catulo aveva schierato le truppe fedeli al Senato, Pompeo marciò con il suo esercito lungo la via Emilia e bloccò le forze di Bruto a Modena dove ebbe inizio un prolungato assedio.
Mentre Lepido si avvicinava a Roma difesa dall'esercito di Lutazio Catulo, Pompeo costrinse alla resa Bruto e conquistò Modena; il giovane generale inviò messaggi di vittoria al Senato e assunse il completo controllo della Gallia Cisalpina. Bruto era il padre del futuro cesaricida e inizialmente venne rilasciato; in seguito tuttavia Pompeo, venuto a conoscenza di una sua persistente ostilità, decise di farlo uccidere da un sicario; è possibile che Pompeo, mostrandosi inesorabile verso il capo democratico, volesse correggere l'errore commesso appoggiando l'elezione di Lepido e intendesse distaccarsi dall'ala estremista del partito popolare. Dopo aver risolto la situazione in Gallia Cisalpina, Pompeo scese verso sud con il suo esercito e intercettò le truppe di Emilio Lepido che, dopo essere state sconfitte alle porte di Roma dall'esercito di Lutazio Catulo, stavano ripiegando in Etruria. Pompeo sconfisse Lepido a Cosa, ma non poté impedirgli di evacuare ingenti forze verso la Sardegna; in questo modo la sedizione del console democratico era stata ormai repressa: Lepido morì poco dopo di malattia e il suo luogotenente Marco Perperna trasferì le truppe superstiti in Liguria e poi in Spagna.
Pompeo confermò quindi le sue doti di generale efficiente e risoluto; sembrò evidente il suo ruolo politico e militare decisivo; egli inoltre fu in grado abilmente di proporsi sempre più come personalità di statura superiore, indispensabile per la salvaguardia di Roma. Tuttavia la sommaria eliminazione di Marco Giunio Bruto a Modena diede modo alla propaganda dei suoi avversari di riprendere le vecchie accuse di perfidia e crudeltà sorte dopo l'uccisione di Papirio Carbone e Domizio Enobarbo. Il giovane condottiero divenne per i suoi nemici adulescentulus carnifex ("il boia giovinetto"); questa propaganda negativa venne riproposta anche in seguito da politici e scrittori romani ed è stata periodicamente ripresa da alcuni autori moderni.

### In Spagna contro Sertorio
Dopo la morte di Lepido, l'ultimo centro di resistenza della fazione democratica era costituito dalla Spagna dove Quinto Sertorio aveva dimostrato grande capacità organizzativa e notevole abilità militare; egli aveva costantemente accresciuto il territorio sotto il suo controllo e la forza del suo esercito reclutato in parte tra le popolazioni locali, e aveva messo in grande difficoltà Metello Pio che era stato inviato sul posto dal Senato per reprimere la ribellione. La situazione avrebbe inoltre potuto peggiorare con il prevedibile arrivo nella penisola iberica dei superstiti mariani guidati da Perperna. Pompeo vide quindi la possibilità di continuare ad esercitare un importante incarico politico-militare recandosi con il suo esercito in Spagna per assumere la direzione delle operazioni contro il pericoloso Sertorio.
Egli, nonostante le precise disposizioni di Lutazio Catulo che gli imponevano di cedere il comando e sciogliere il suo esercito, rimase minacciosamente alle porte di Roma con le legioni in armi in attesa che gli amici della sua fazione agissero dentro il Senato per favorirlo e concedergli il comando supremo in Spagna. Durante il dibattito tra gli uomini politici di Roma venne enfatizzata la minaccia costituita da Sertorio e la conseguente necessità di rinforzi; alla fine venne deciso di inviare in Spagna un nuovo proconsole con ampi poteri e un forte esercito per cooperare con Metello Pio. I due consoli rifiutarono di partire per la Spagna e quindi Pompeo divenne il naturale candidato ad assumere l'incarico; Lucio Filippo esaltò in Senato l'abilità e l'esperienza di Pompeo; egli irrise alla pavidità dei consoli e proclamò sarcasticamente che Pompeo sarebbe partito non come proconsole (pro consule) ma "al posto di entrambi i consoli" (pro consulibus).
Pompeo quindi ricevette il comando di un esercito di 30.000 legionari e 1.000 cavalieri con i quali decise di intraprendere una lunga marcia via terra fino alla Spagna; il condottiero, accompagnato da alcuni dei suoi migliori luogotenenti come Afranio, Petreio, Gabinio e Marco Terenzio Varrone, evitò la strada costiera e attraversò le Alpi al passo del Monginevro; quindi nell'autunno del 77 a.C. sconfisse alcune tribù barbare, discese per la valle della Durance e infine affrontò e superò l'aspra resistenza dei Salluvi. Dopo violenti combattimenti Pompeo raggiunse con il suo esercito la colonia di Narbona dove stabilì i quartieri invernali; egli intendeva riprendere le operazioni marciando lungo la costa mediterranea della Spagna per congiungersi con l'esercito di Metello Pio che era concentrato nell'attuale Andalusia con quartier generale a Cordova.
Nella primavera del 76 a.C. Pompeo mise in marcia il suo esercito, rinunciò ad addentrarsi all'interno dove lo attendeva Sertorio e preferì attraversare i Pirenei al passo del Pertus; quindi avanzò con successo a sud dell'Ebro e si avvicinò a Valenza dove si erano ritirati i luogotenenti di Sertorio, Perperna ed Erennio. Ben presto tuttavia la campagna si rivelò molto difficile per Pompeo di fronte ad un capo abile e risoluto come Sertorio che, marciando a sud, gli sbarrò il passo e mise l'assedio alla città di Laurone, tra Valenza e Sagunto. Nella battaglia di Laurone Sertorio dimostrò la sua superiore abilità tattica e Pompeo venne duramente sconfitto, la città cadde in mano del nemico ed egli, privo dell'aiuto di Metello Pio, dovette ripiegare di nuovo a nord dell'Ebro. Secondo Plutarco, Pompeo dimostrò eccesso di fiducia mentre Sertorio avrebbe ironizzato pesantemente sulla giovinezza e l'avventatezza del suo avversario.
Dopo aver rinforzato e addestrato le sue truppe durante l'inverno, nel 75 a.C. Pompeo riprese la campagna cercando nuovamente di collegarsi con l'esercito di Metello Pio scendendo verso la piana di Valenza; il condottiero inizialmente ottenne alcuni successi; l'esercito sertoriano guidato da Perperna ed Erennio venne sbaragliato a Valenza e lo stesso Erennio venne ucciso. Dopo questa vittoria, Pompeo marciò direttamente contro Sertorio senza attendere l'arrivo di Metello che nel frattempo aveva vinto e ucciso Lucio Irtuleio nella battaglia di Segovia. Pompeo e Sertorio si affrontarono nell'aspra e incerta battaglia del fiume Sucrone; secondo Plutarco, Pompeo, desideroso di ottenere la vittoria decisiva, affrettò la battaglia temendo l'arrivo di Metello Pio che avrebbe potuto sottrargli una parte dei meriti. Durante la battaglia Pompeo, al comando dell'ala destra del suo esercito, venne affrontato direttamente dalle truppe guidate da Sertorio; dopo violenti combattimenti, i sertoriani ebbero la meglio, Pompeo venne ferito da un avversario ad una coscia ma riuscì a tagliargli la mano e a sfuggire abbandonando il cavallo riccamente bardato. Alla fine l'arrivo delle legioni di Metello Pio costrinse Sertorio a interrompere la battaglia e ripiegare in salvo; al termine degli scontri Pompeo e Metello si incontrarono amichevolmente.
La campagna contro la brillante guerriglia del dux romano durò dal 76 a.C. al 71 a.C. È significativo che la guerra infine fu vinta solo grazie all'assassinio di Sertorio e non perché Pompeo o Metello Pio fossero stati in grado di ottenere una netta vittoria sul campo di battaglia.
Nei mesi successivi alla morte di Sertorio, tuttavia, Pompeo rivelò uno dei suoi talenti più significativi: il genio per l'organizzazione e la gestione di una provincia conquistata. Sistemi di governo giusti e generosi fecero estendere il suo controllo su tutta la Spagna e sulla Gallia meridionale.

### Contro gli schiavi di Spartaco
Fu quando Marco Licinio Crasso si trovò in difficoltà contro Spartaco alla fine della rivolta degli schiavi del 71 a.C., che Pompeo tornò in Italia con il suo esercito per mettere fine alla sommossa.
Pompeo ebbe modo di contribuire al soffocamento della rivolta servile; oltre 5.000 schiavi in fuga vennero bloccati e completamente distrutti dalle legioni pompeiane; egli poté enfaticamente comunicare al Senato che, mentre Licinio Crasso aveva sconfitto in battaglia campale il grosso dell'esercito di Spartaco, lui aveva "estirpato la guerra fino alle radici". Gli avversari si lamentarono e, specialmente Crasso, sostennero che Pompeo stava cercando di raccogliere tutta la gloria per il successo ottenuto. Ciò avrebbe assicurato l'inimicizia perenne tra Crasso e Pompeo, che durò per più di un decennio. Tornato a Roma, Pompeo celebrò il suo secondo trionfo extralegale per le vittorie in Spagna. Gli ammiratori vedevano in Pompeo il comandante militare più brillante dell'epoca. Nel 71 a.C., a soli 35 anni (cfr. cursus honorum), Pompeo fu eletto per la prima volta console, per il 70 a.C. come partner più giovane di Crasso, grazie all'appoggio irresistibile della popolazione romana.

### Pirati ed Oriente

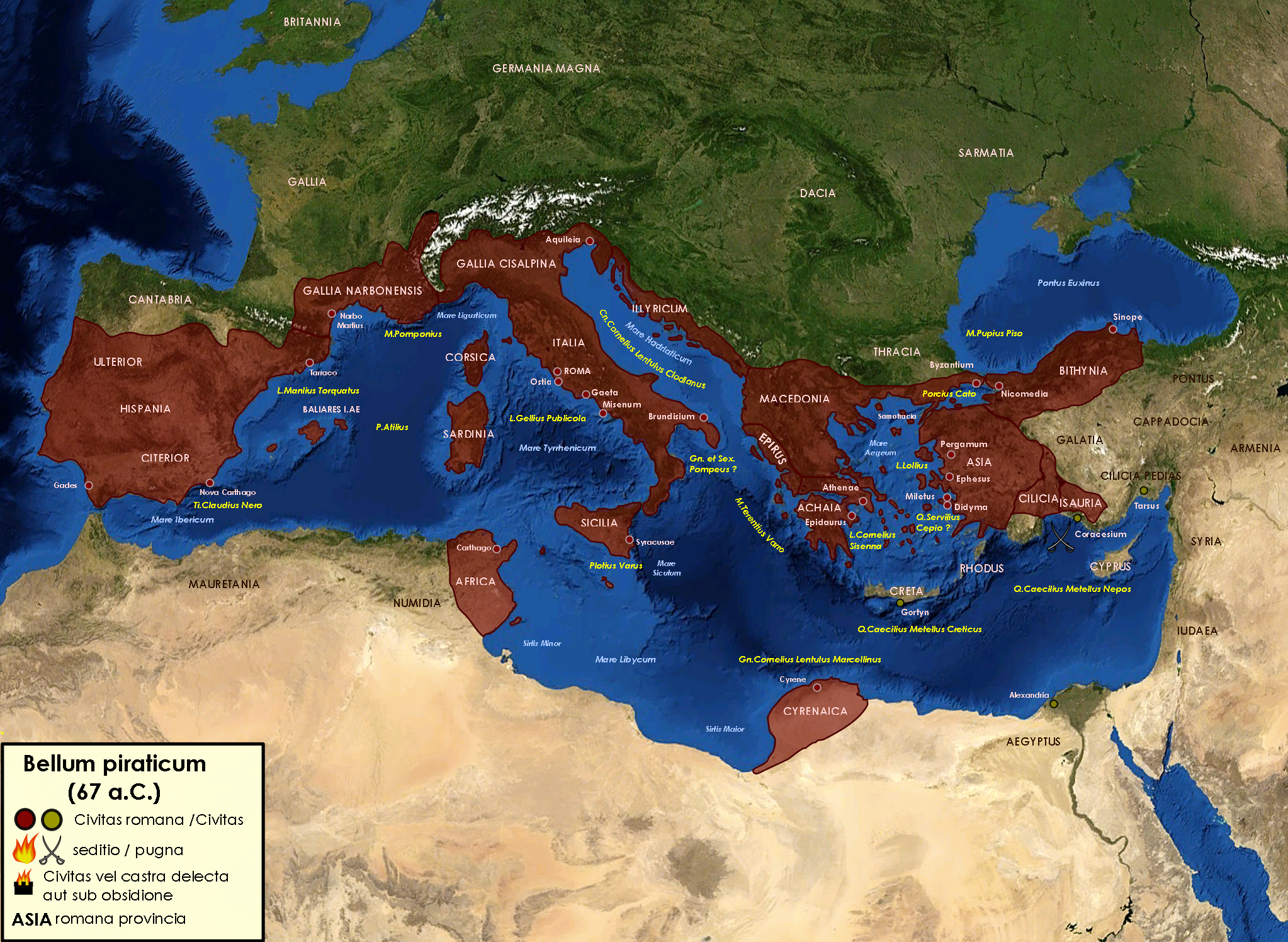
Mappa generale del Bellum piraticum di Pompeo, con i relativi comandanti, per area territoriale

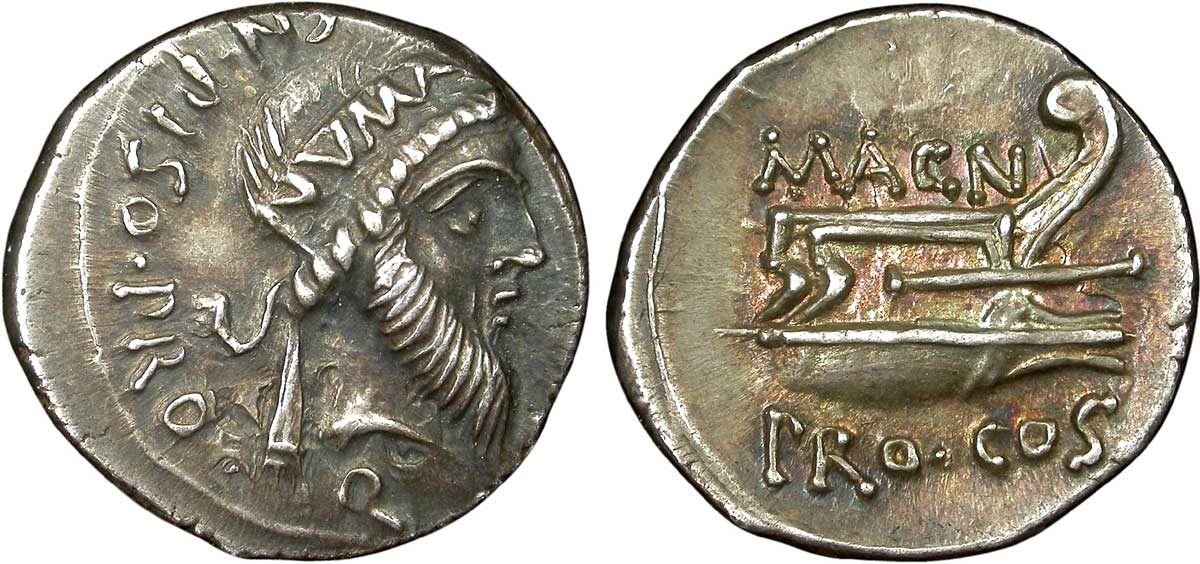
Moneta con l'effigie di Numa Pompilio e sul rovescio una nave da guerra romana e l'iscrizione dedicata a Pompeo "Magnus proconsul".

Nel 69 a.C., Pompeo era il beniamino delle masse romane anche se molti ottimati erano profondamente sospettosi delle sue intenzioni. Il suo primato nello Stato fu accresciuto da due incarichi proconsolari straordinari, senza precedenti nella storia romana. Nel 67 a.C., due anni dopo il suo consolato, Pompeo fu nominato comandante di una flotta speciale per condurre una campagna contro i pirati che infestavano il Mar Mediterraneo. Questo incarico, come ogni cosa nella vita di Pompeo, fu circondato da polemiche.
La fazione conservatrice del Senato era sospettosa sulle sue intenzioni e impaurita dal suo potere. Gli ottimati provarono con ogni mezzo ad evitarla. Significativamente, Cesare faceva parte di quella manciata di senatori che sostennero il comando di Pompeo fin dall'inizio. La nomina allora fu avanzata dal tribuno della plebe Aulo Gabinio che propose la Lex Gabinia, che assegnava a Pompeo il comando della guerra contro i pirati del Mediterraneo, con un ampio potere che gli assicurava il controllo assoluto sul mare e anche sulle coste per 50 miglia all'interno, ponendolo al di sopra di ogni capo militare in oriente.
E mentre Lucio Licinio Lucullo era ancora impegnato con Mitridate e con Tigrane II il Grande, re d'Armenia, Pompeo riusciva a ripulire l'intero bacino del Mediterraneo dai pirati, strappando loro l'isola di Creta, le coste della Licia, della Panfilia e della Cilicia, dimostrando straordinaria precisione, disciplina e abilità organizzativa (nel 67 a.C.). La Cilicia vera e propria (Trachea e Pedias), che era stata covo di pirati per oltre quarant'anni, fu così definitivamente sottomessa. In seguito a questi eventi la città di Tarso divenne la capitale dell'intera provincia romana. Furono poi fondate ben 39 nuove città. La rapidità della campagna indicò che Pompeo aveva avuto talento, come comandante militare, anche in mare, con forti capacità logistiche. Pompeo era l'eroe del momento.
Fu allora incaricato di condurre una nuova guerra contro Mitridate VI re del Ponto, in Oriente (nel 66 a.C.), grazie alla lex Manilia, proposta dal tribuno della plebe Gaio Manilio, e appoggiata politicamente da Cesare e Cicerone. Quest'ultimo in particolare esaltò in Senato la grandezza di Pompeo definendolo come colui che "ha fatto più campagne di quanti gli altri non ne abbiano lette, ha conquistato più province di quante gli altri non ne abbiano desiderate".
Questo comando affidava a Pompeo essenzialmente la conquista e la riorganizzazione dell'intero Mediterraneo orientale, avendo il potere di proclamare quali fossero i popoli clienti e quelli nemici con un potere illimitato mai prima d'allora conferito ad altri, e attribuendogli tutte le forze militari al di là dei confini dell'Italia romana. Tale incarico fu il secondo in cui Cesare si espresse a favore di Pompeo.
Egli, avendo capito che era necessario continuare la guerra contro Mitridate, compì i necessari preparativi, richiamando in servizio anche la legione Valeriana. Giunto in Galazia, proveniente dal sud dopo aver attraversato le "porte della Cilicia", incontrava Lucullo sulla via del ritorno in un villaggio di questa regione (a Danala presso il popolo dei Trocmi):
(Plutarco, Vita di Lucullo, 36.2-4.)
(Cassio Dione Cocceiano, Storia romana, XXXVI, 46.1-2.)
Pompeo, durante il turbolento incontro con Lucullo, avrebbe affermato che il suo predecessore non aveva combattuto una vera guerra ma aveva affrontato solo "l'apparato teatrale e scenografico di due re", mentre ora lasciava a Pompeo il compito di combattere contro un esercito di Mitridate addestrato e rafforzato. Lucullo replicò sarcasticamente che il suo rivale era giunto per combattere "un fantasma di guerra" e, come era solito, arrivava, come un "uccello pigro su cadaveri", per togliere la gloria della vittoria ai veri protagonisti del conflitto; in precedenza si era comportato allo stesso modo con Catulo, Crasso e Metello Pio.

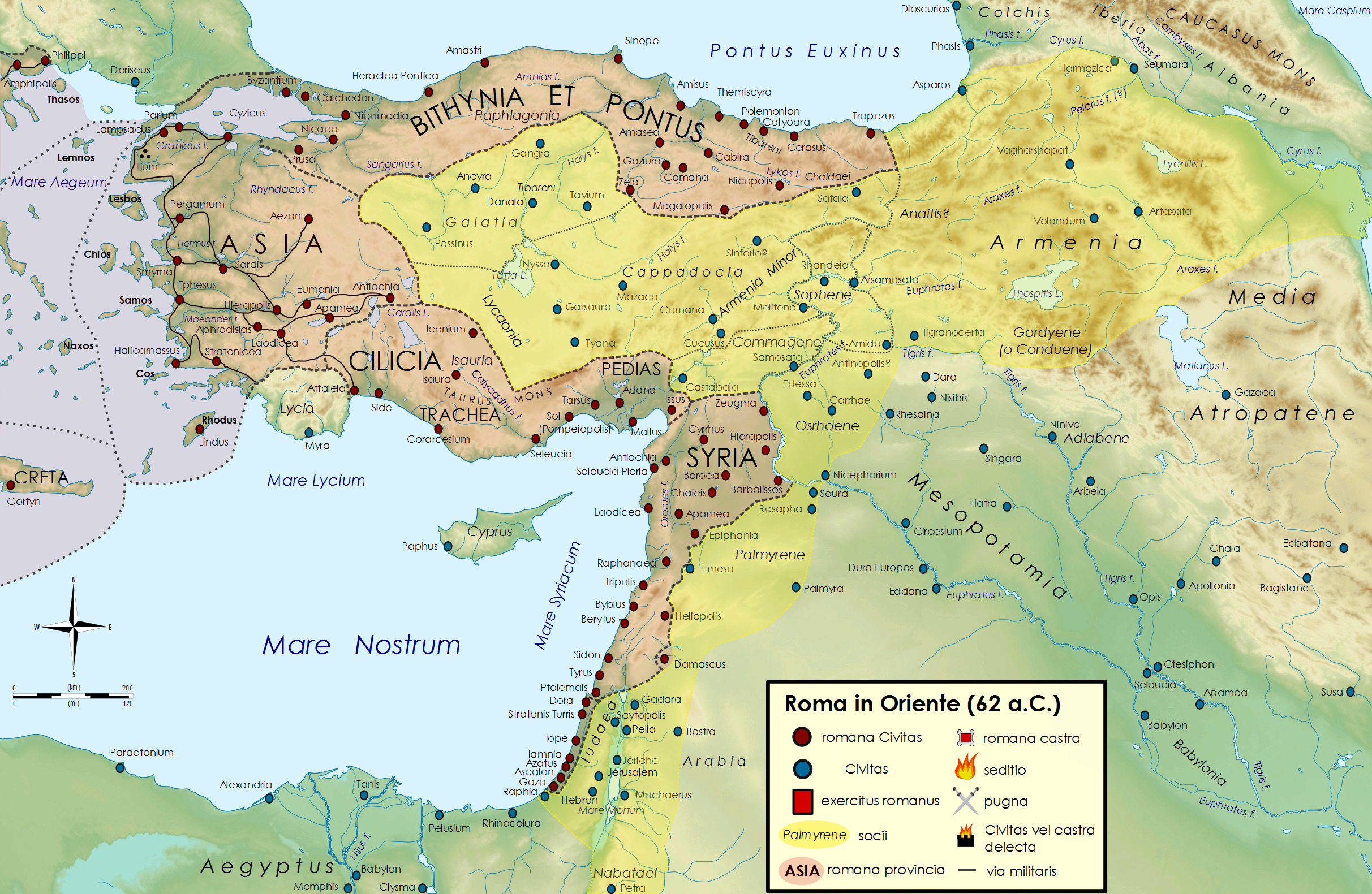
I domini romani orientali (in rosa) e i regni clienti (in giallo), alleati di Roma nel 63 a.C., al termine delle guerre mitridatiche di Gneo Pompeo Magno.

Le campagne durarono dal 66 a.C. al 62 a.C. e furono condotte da Pompeo con tale capacità militare e amministrativa che, Roma annesse gran parte dell'Asia sotto un saldo controllo. Pompeo non solo distrusse Mitridate, ma sconfisse anche Tigrane II, con cui in seguito fissò dei trattati. Conquistò la Siria, allora sotto il dominio di Antioco XIII, e poi mosse verso la Giudea e Gerusalemme, che occupò in breve tempo.
Decise quindi di riorganizzare l'Oriente romano e le alleanze che vi gravitavano attorno (si veda Regno cliente). A Tigrane II lasciò l'Armenia; a Farnace il Bosforo; ad Ariobarzane la Cappadocia e alcuni territori limitrofi; ad Antioco di Commagene aggiunse Seleucia e parti della Mesopotamia che aveva conquistato; a Deiotaro, tetrarca della Galazia, aggiunse i territori dell'Armenia Minore, confinanti con la Cappadocia; fece di Attalo il principe di Paflagonia e di Aristarco quello della Colchide; nominò Archelao sacerdote della dea venerata a Comana; e infine fece di Castore di Phanagoria, un fedele alleato e amico del popolo romano.
Il proconsole romano decise, inoltre, di fondare alcune nuove città, come Nicopoli al Lico in Armenia Minore, chiamata così in ricordo della vittoria ottenuta su Mitridate; poi Eupatoria, costruita dal re pontico e intitolata a se stesso, ma poi distrutta perché aveva ospitato i Romani, che Pompeo ricostruì e rinominò Magnopolis. In Cappadocia ricostruì Mazaca, che era stata completamente distrutta dalla guerra. Restaurò poi molte altre città in molte regioni, che erano state distrutte o danneggiate, nel Ponto, in Palestina, Siria Coele e in Cilicia, dove aveva combattuto la maggior parte dei pirati, e dove la città, in precedenza chiamata Soli, fu ribattezzata Pompeiopolis.
Pompeo non solo era riuscito a distruggere Mitridate nel 63 a.C., ma anche a battere Tigrane II, con cui in seguito fissò dei trattati. Pompeo impose una riorganizzazione generale ai re delle nuove province orientali, tenendo intelligentemente conto dei fattori geografici e politici connessi alla creazione di una nuova frontiera di Roma in oriente. Le ultime campagne militari avevano così ridotto il Ponto, la Cilicia campestre, la Siria (Fenicia, Coele e Palestina) a nuove province romane, mentre Gerusalemme era stata conquistata. La provincia d'Asia era stata a sue volta ampliata, sembra aggiungendo Frigia, parte della Misia adiacente alla Frigia, in aggiunta Lidia, Caria e Ionia. Il Ponto fu quindi aggregato alla Bitinia, venendo così a formare un'unica provincia di Ponto e Bitinia. A ciò si aggiungeva un nuovo sistema di regni clienti, tra cui il Regno d'Armenia di Tigrane II, il Regno del Bosforo di Farnace, il Regno di Cappadocia, la Commagene, il Regno di Galazia, la Paflagonia, la Colchide.
Con l'inverno del 63-62 a.C. Pompeo distribuì donativa all'esercito pari a 1.500 dracme attiche per ciascun soldato, e in proporzione agli ufficiali, il tutto per un costo complessivo di 16.000 talenti. Poi si recò ad Efeso, dove s'imbarcò per l'Italia e per Roma (autunno del 62 a.C.).

### Ritorno a Roma
Sbarcato a Brindisi congedò i suoi soldati e li rimandò alle loro case. Mentre si avvicinava alla capitale fu accolto da continue processioni di gente di ogni età, compresi i senatori, tutti ammirati per la sua incredibile vittoria conseguita contro un nemico tanto temibile e irriducibile come Mitridate, e, allo stesso tempo, avendo portato così tante nazioni ad essere poste sotto il controllo romano, estendendo i confini repubblicani fino all'Eufrate. Per questi successi il Senato gli decretò il meritato trionfo il 29 settembre del 61 a.C. e fu acclamato da tutta l'assemblea con il nome di Magnus. Si trattava del suo terzo trionfo (celebrato il giorno del quarantacinquesimo compleanno di Pompeo). Durò due interi giorni l'enorme parata di prede, prigionieri (tra cui 324 tra satrapi e loro familiari dati in ostaggio, compresi il figlio di Tigrane II e sette figli di Mitridate VI), l'esercito e i vessilli che descrivevano scene di battaglia riempirono tutta la strada tra il Campo Marzio e il tempio di Giove Ottimo Massimo. Per completare i festeggiamenti, Pompeo offrì un banchetto trionfale e fece parecchie donazioni al popolo di Roma, aumentando ulteriormente la sua popolarità.
(Appiano di Alessandria, Guerre mitridatiche, 116-117.)
(Plutarco, Vita di Pompeo, 45.2-5.)

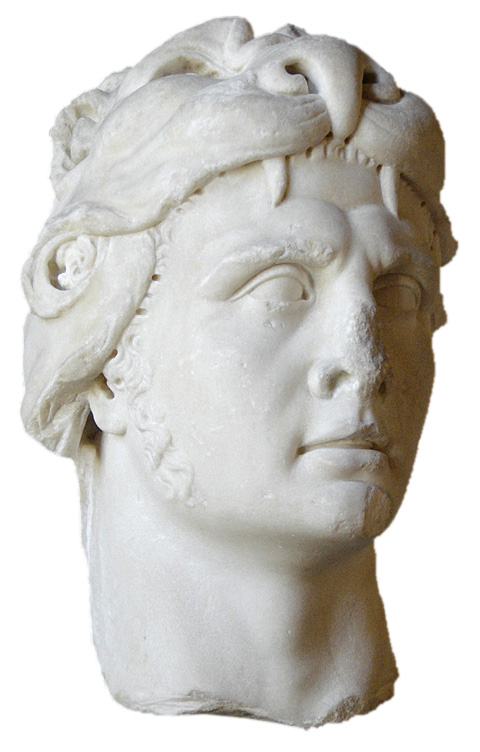
Mitridate raffigurato in una statua romana del I secolo, oggi al museo del Louvre.

Tornato a Roma, desiderava candidarsi per un secondo consolato. Le leggi romane dichiaravano che un comandante militare non poteva attraversare il pomerium senza perdere il diritto al trionfo, ma un candidato doveva essere in città per presentarsi personalmente per l'elezione. Pompeo provò ad usare la diplomazia e chiese al senato di posporre l'elezione consolare per il giorno dopo il trionfo. Gli ottimati, guidati da Catone Uticense, si opposero fortemente e forzarono Pompeo a scegliere. Egli scelse il trionfo, ma non poté candidarsi per il consolato. Se non poteva essere scelto, almeno poteva corrompere gli elettori per scegliere il suo candidato, Afranio. Secondo parecchie fonti, ci fu uno scandalo enorme con gli elettori che si dirigevano in massa alla casa di Pompeo fuori del pomerium.
È in seguito a questi successi che Pompeo si guadagnò il cognomen di Magno, "Grande". Egli era ormai all'apice del successo, ma durante i cinque anni di assenza da Roma era sorta nell'Urbe una nuova stella. Occupato com'era in Asia durante i disordini seguiti alla congiura di Catilina, fu il giovane Giulio Cesare ad opporre la sua volontà a quella del console Cicerone e del resto degli ottimati. Il suo vecchio collega e avversario, Crasso, aveva prestato fondi a Cesare per farlo emergere politicamente. Cicerone era in eclissi, perseguitato dalle cattive intenzioni di Publio Clodio e dalle sue bande. Nuove alleanze erano state create e l'eroe delle conquiste asiatiche stava per essere messo fuori dai giochi.
Di nuovo a Roma, Pompeo abilmente allontanò i suoi eserciti, smentendo i timori che intendesse passare dalle sue conquiste al dominio di Roma come dittatore. Tuttavia era pur sempre un sommo stratega; cercò semplicemente nuovi alleati e tirò le fila dietro le scene politiche. Gli ottimati avevano combattuto di nuovo per avere il controllo di gran parte del potere reale nel senato; nonostante i suoi sforzi, Pompeo trovò che le loro azioni erano contro di lui. I suoi cospicui accordi in Oriente non furono ratificati subito. Le terre pubbliche che aveva promesso ai suoi veterani non arrivavano. Pompeo, anche se aveva fissato una linea prudente per evitare di offendere i conservatori, era sempre più sconcertato dalla riluttanza degli ottimati a riconoscere i suoi solidi successi. La frustrazione e la costernazione lo avrebbero spinto ben presto verso nuove e ineluttabili alleanze politiche.

### Cesare e il Primo Triumvirato

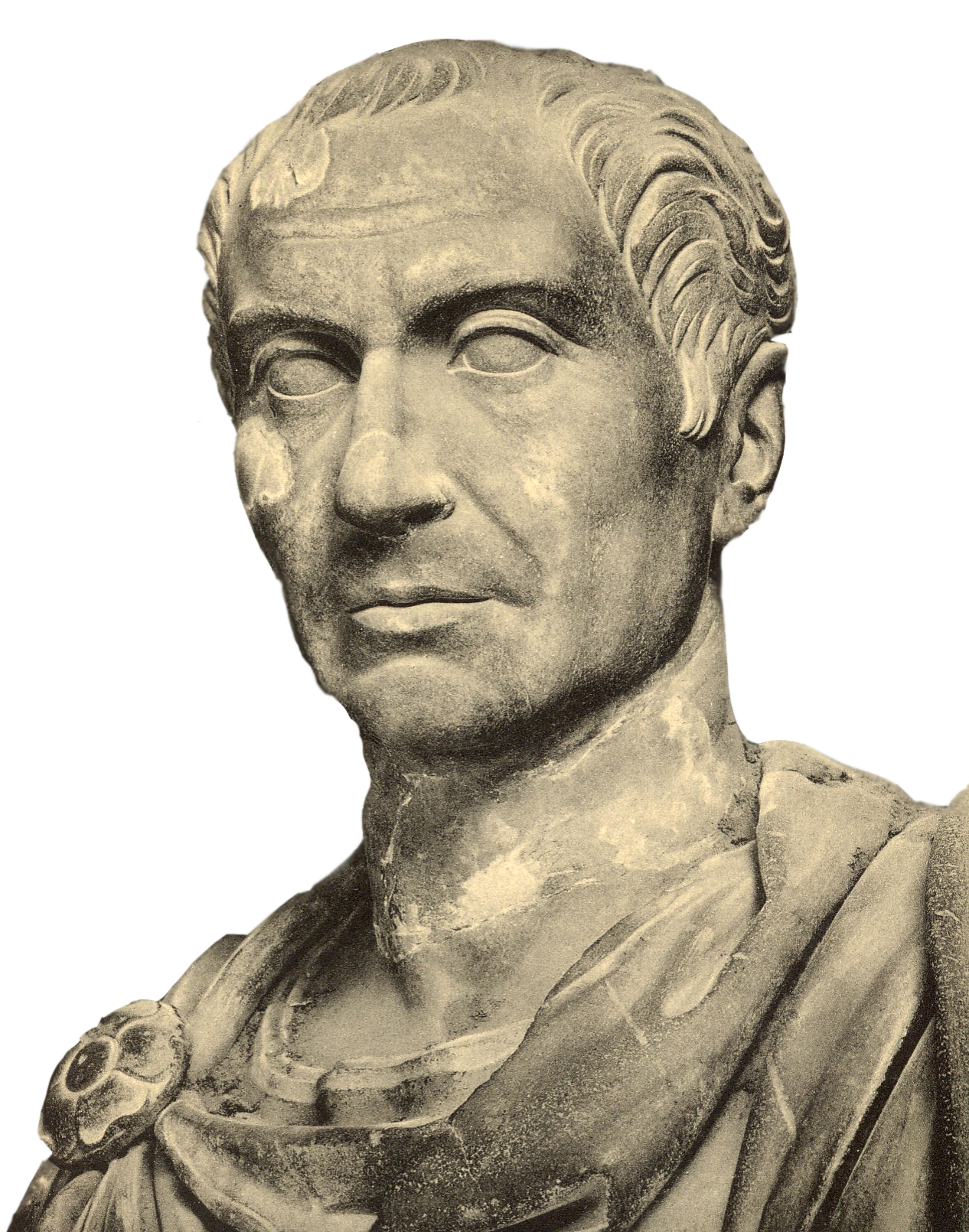
Statua di Gaio Giulio Cesare in uniforme militare.

Pompeo e Crasso non avevano stima e fiducia reciproche, ma nel periodo antecedente al 61 a.C. si ritenevano entrambi ostacolati: una tassa proposta da Crasso era stata rigettata e i veterani di Pompeo restavano ignorati. Cesare, di ritorno dal servizio in Spagna e pronto per candidarsi al consolato si inserì tra i due uomini, riuscendo in qualche modo a creare un'alleanza politica sia con Pompeo che con Crasso (il cosiddetto primo triumvirato). Pompeo e Crasso lo avrebbero aiutato ad essere eletto console e lui avrebbe usato il proprio potere di console per favorire le loro leggi. Catone, citato da Plutarco, più tardi avrebbe affermato che la tragedia di Pompeo non era stata essere il nemico sconfitto di Cesare, ma esserne stato troppo a lungo amico e sostenitore.
Il consolato tempestoso di Cesare del 59 a.C. portò a Pompeo non solo la terra e gli insediamenti che desiderava, ma anche una nuova moglie: la giovane figlia di Cesare, Giulia. Dopo che Cesare si fu assicurato il comando proconsolare in Gallia alla fine dell'anno consolare, a Pompeo fu dato il governo della Spagna ulteriore, cosicché potesse restare a Roma.
Cesare stava accrescendo la sua fama di genio militare. Dal 56 a.C. i legami fra i tre uomini cominciarono a sfilacciarsi; Cesare chiamò prima Crasso, poi Pompeo ad una riunione segreta a Lucca per ripensare sia la strategia che le tattiche. Ormai Cesare non era più il socio sottoposto e silenzioso del trio. A Lucca fu deciso che Pompeo e Crasso avrebbero di nuovo avuto il consolato nel 55 a.C. Alla loro elezione, il comando di Cesare in Gallia sarebbe stato prolungato per altri cinque anni, mentre Crasso avrebbe ricevuto il comando in Siria (da dove sarebbe potuto partire per conquistare la Partia ed estendere i propri successi). Pompeo avrebbe continuato a governare la Spagna in absentia dopo il loro anno consolare. Questa volta, tuttavia, l'opposizione ai tre uomini era elettrica; si ricorse alla corruzione su una scala senza precedenti per assicurare l'elezione di Pompeo e di Crasso nel 55. I loro sostenitori ricevettero la maggior parte dei restanti incarichi importanti. La violenza fra Publio Clodio e le altre fazioni aumentava e l'agitazione civile stava diventando endemica.

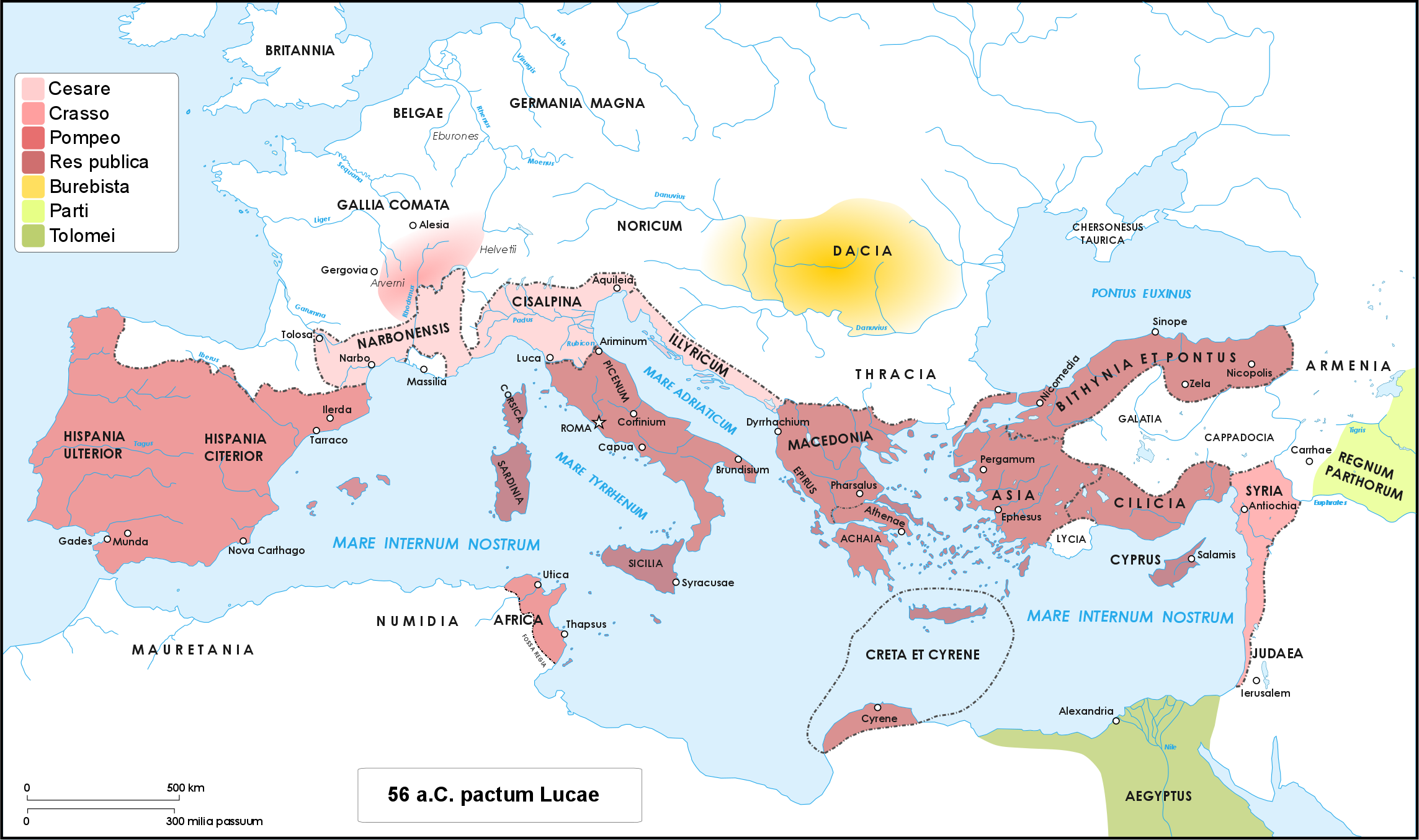
Il mondo romano all'epoca del primo triumvirato e degli accordi di Lucca tra Cesare, Crasso e Pompeo nel 56 a.C.

### Guerra civile e morte
Pompeo non sembrò rendersi conto della crescente potenza e influenza di Cesare; egli continuò a mostrarsi noncurante e sicuro della propria superiorità e del suo enorme prestigio; di fronte agli avvertimenti dei suoi simpatizzanti giunse al punto di affermare che la mancanza di truppe pronte all'azione per fronteggiare eventualmente il suo rivale non sarebbe stata un problema grave: "in qualsiasi parte dell'Italia io batta il piede, sorgeranno eserciti di fanti e di cavalieri!".
A gennaio del 49 a.C., quando Cesare passò il Rubicone e le sue legioni attraversavano la penisola, Pompeo ordinò di abbandonare Roma. Le sue legioni fuggirono a sud verso Brundisium, dove Pompeo intendeva ritrovare nuovo vigore per intraprendere la guerra contro Cesare in Oriente. Durante quegli eventi, quasi incredibilmente, né Pompeo né il Senato pensarono a prelevare le ampie risorse dell'erario, che furono lasciate a disposizione di Cesare quando il suo esercito entrò a Roma.
Essendo riuscito a sfuggire per poco a Cesare con la fuga a Brindisi, Pompeo riguadagnò sicurezza nell'assedio di Dyrrhachium, dove Cesare si era trovato in grande difficoltà. Tuttavia, non riuscendo a sfruttare il momento critico di Cesare, Pompeo perse la possibilità di distruggere le sue armate. Come affermò Cesare stesso, «...oggi il nemico avrebbe vinto, se avesse avuto un comandante che sapesse vincere.» (Plutarco, 65). Con Cesare alle costole, i conservatori condotti da Pompeo fuggirono in Grecia. Gli eserciti si scontrarono nella battaglia di Farsalo nel 48 a.C. Lo scontro fu duro per entrambi gli schieramenti ma alla fine le truppe del futuro dittatore di Roma conquistarono la vittoria, segnando così l'inequivocabile sconfitta di Pompeo. Come tutti gli altri conservatori, egli dovette fuggire per salvarsi la vita. Incontrò la moglie Cornelia e il figlio Sesto Pompeo sull'isola di Lesbo, dove, ricongiuntosi con la propria famiglia, si chiese dove avrebbe potuto recarsi. La decisione fu, forse suggerita dall'amico Teofane di Mitilene, di fuggire in Egitto.

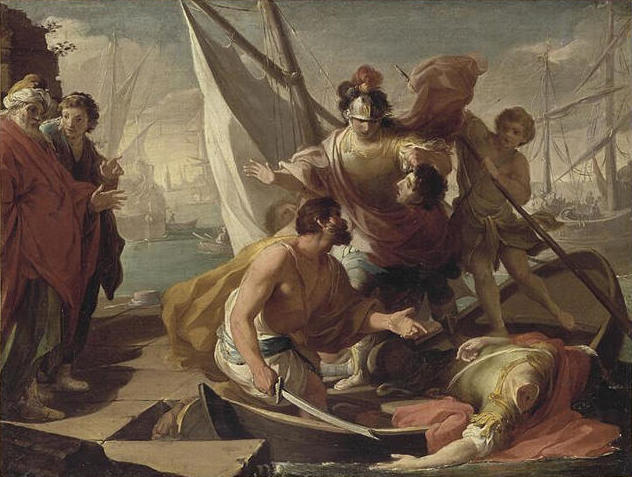
Anonimo, La morte di Pompeo, XVIII secolo, Digione, Museo nazionale Magnin

Arrivato in Egitto, il destino di Pompeo fu deciso dai consiglieri del giovane re Tolomeo, tra i quali Potino, l'eunuco e Achilla, generale dell'esercito tolemaico. Mentre Pompeo aspettava in mare aperto un accordo, essi si proposero di assassinarlo, al fine di ingraziarsi Cesare già in viaggio per l'Egitto. Il 28 settembre, il giorno precedente al suo cinquantottesimo compleanno, Pompeo Magno fu adescato col pretesto di un'udienza a bordo di una piccola barca in cui riconobbe due vecchi compagni d'arme dalle gloriose campagne militari della sua giovinezza, il tribuno Lucio Settimio e il centurione Salvio. Ma mentre era seduto nella barca, studiando il suo discorso per Tolomeo, venne da loro pugnalato alla schiena con una spada e un pugnale. Non paghi, essi decapitarono il suo cadavere, il cui busto fu sprezzantemente lasciato incustodito e nudo sulla spiaggia, dove venne ritrovato dal suo liberto, Filippo, che organizzò un semplice funerale cremando il corpo su una pira ricavata dal fasciame di una nave.
Cesare arrivò poco dopo, e come regalo di benvenuto ricevette la testa di Pompeo e il suo anello in un cesto. Eppure, Cesare non fu contento di vedere il suo nemico, una volta suo alleato e genero, assassinato dai traditori. Quando uno schiavo gli offrì la testa di Pompeo, «... si girò via con ripugnanza, come da un assassino; e quando ricevette l'anello con il sigillo di Pompeo su cui era inciso un leone che tiene una spada nelle sue zampe, scoppiò in lacrime.» (Plutarco, 80). Depose Tolomeo, fece giustiziare Potino ed elevò Cleopatra al trono dell'Egitto. Cesare diede le ceneri di Pompeo e l'anello a Cornelia, che le riportò nelle sue proprietà in Italia.
Alla fine del 45 a.C., Pompeo fu riabilitato dal Senato su richiesta di Cesare. Pochi mesi dopo, il 15 marzo del 44 a.C., Cesare fu assassinato, durante una seduta del Senato riunitosi nel teatro di Pompeo, morendo accoltellato proprio ai piedi di una statua del suo defunto rivale.

## Matrimoni e discendenza
Gneo Pompeo si sposò cinque volte:
- Antistia. Figlia del pretore Publio Antistio, si sposarono nell'86 a.C. e divorziarono nell'82 a.C., su ordine di Silla. Non sono noti figli di questo matrimonio[27][28].
- Emilia Scaura. Figliastra di Silla, si sposarono nell'82 a.C., mentre lei era ancora incinta del suo precedente marito, e morì di parto nello stesso anno, dopo aver messo al mondo un figlio[44][112][113].
- Mucia Terzia. Si sposarono nel 79 a.C. e divorziarono nel 61 a.C., dopo che lui la accusò di infedeltà. Da lei ebbe due figli e una figlia:[62][64]
  - Gneo Pompeo. Dopo la morte del padre continuo a combattere contro Cesare fino alla propria morte nel 45 a.C.
  - Pompea. Risparmiata da Cesare dopo la morte del padre, si sposò due volte ed ebbe cinque figli. Fu la nonna materna di Scribonia, seconda moglie di Ottaviano e madre della sua unica figlia, Giulia, e quindi un'antenata della dinastia giulio-claudia.
  - Sesto Pompeo. Dopo la morte del padre e del fratello, continuò a combattere prima contro Cesare e poi contro Ottaviano fino alla propria morte nel 35 a.C.
- Giulia. Unica figlia di Gaio Giulio Cesare, si sposarono nel 59 a.C. e lei morì di parto nel 54 a.C.[112][114]
  - Il nascituro morì a pochi giorni dal parto. È incerto se fosse un maschio o una femmina.
- Cornelia Metella. Si sposarono nel 52 a.C. e fu l'ultimo matrimonio di Pompeo, che morì nel 48 a.C. Non ebbero figli.[115]

## Considerazioni storiche

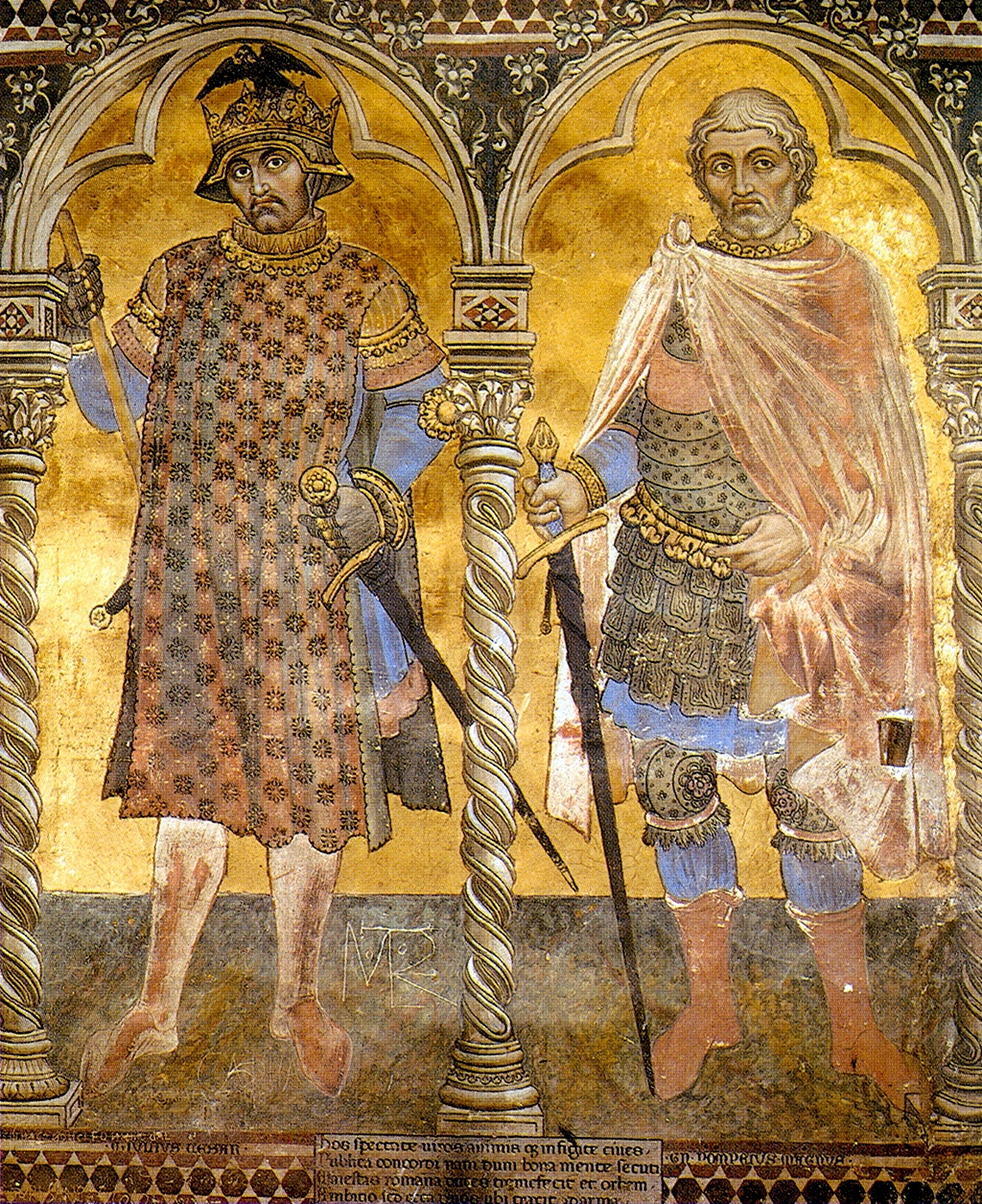
Cesare e Pompeo Magno, ritratti dall'artista Taddeo di Bartolo, affresco, 1414, Siena, Palazzo Pubblico.

In generale molti dei principali storici antichi hanno giudicato in modo favorevole Gneo Pompeo; se Publio Cornelio Tacito non lo ritenne meno dispotico di Giulio Cesare, Plutarco e soprattutto Velleio Patercolo ne hanno lodato la "rettitudine", la "probità", la moderazione nella vita civile. Velleio Patercolo afferma che occorrerebbero "molti volumi" per descriverne la "grandezza" e lo giudica, oltre che dux bello peritissimus ("condottiero di grande abilità in guerra") e con un'"eccezionale esperienza nelle armi", "privo di quasi tutti i vizi". Plutarco sottolinea la grande "benevolenza" che ricevette sempre dal popolo, a differenza del padre Pompeo Strabone, che si mantenne inalterata anche nella fase delle sconfitte; lo scrittore greco enumera le qualità positive di Pompeo: "la semplicità del tenore di vita, l'abilità militare, l'eloquenza persuasiva, la lealtà del carattere, l'affabilità nei rapporti umani".
Sia per gli storici del suo tempo che per quelli successivi, la vita di Pompeo fu semplicemente troppo irrealistica per essere vera. Non esisteva un precedente storico soddisfacente di un grande uomo che, avendo realizzato con i propri sforzi trionfi straordinari, avesse tuttavia perso tutto il potere e l'influenza guadagnatisi e infine fosse stato assassinato proditoriamente.
Egli fu l'uomo politico più in vista della Roma repubblicana, e parve impossibile che, nonostante ciò, il suo potere fosse stato abbattuto da Cesare. Forse per questo Pompeo venne idealizzato come eroe dal tragico destino quasi immediatamente dopo Farsalo: Plutarco lo ha ritratto infatti come il vero Alessandro romano, puro di cuore e di mente, distrutto dalle ciniche ambizioni della classe politica che lo attorniava.